# Faro del Cabo de San Antonio
El faro del cabo de San Antonio se sitúa en el término municipal de Jávea, en la provincia de Alicante.